# Stanley (bande dessinée)
Pour les articles homonymes, voir Stanley.

Stanley est une série de bande dessinée parue dans le journal de Spirou en 1953.
- Scénario : Joly.
- Dessins : Hubinon.

## Synopsis
Une biographie du célèbre explorateur Stanley.

## Albums aux éditionsDupuis[1]
- 1954 : Édition originale belge (tome 1).
- 1955 : Édition originale française (tome 1). (Réédition en 1986)
- 1955 : À la recherche de l’homme perdu (tome 2). (Réédition en 1986)
- 1994 : Réédition des 2 albums en un volume (collection Figure de proue).